# Turan (godin)
Turan was de Etruskische godin van de liefde, vruchtbaarheid en vitaliteit, en beschermvrouwe van de stad Vulci.

## Kunst
In de kunst werd Turan meestal afgebeeld als een jong gevleugeld meisje. Turan verschijnt in toiletscènes van Etruskische bronzen spiegels. Ze is rijkelijk gekleed en met juwelen versierd in vroege en late afbeeldingen, maar verschijnt naakt onder invloed van de Hellenistische kunst in de 3e en 2e eeuw v.Chr. Ze wordt gekoppeld aan haar jonge minnaar Atunis (Adonis) en figureert in de episode van het Oordeel van Parijs.

## Attributen
Turan werd algemeen geassocieerd met vogels zoals de duif, de gans en vooral de zwaan, Tusna, "de zwaan van Turan". Haar gevolg werd Laren genoemd. Turan kan vrij oud zijn maar komt niet voor op de lijst van Piacenza noch in Martianus lijst van Etruskische godheden. De Etruskische maand juli werd naar haar genoemd, hoewel we alleen het Latijnse woord ervoor kennen, Traneus.

## Etymologie
Turan werd gezien als het equivalent van de Romeinse Venus en de Griekse Aphrodite. Haar naam werd door Raymond Bloch in verband gebracht met de pre-Helleense wortel "turannos" (absolute heerser, zie tiran), zodat Turan gezien kon worden als "Meesteres".
Turan had een heiligdom in het door de Grieken beïnvloede Gravisca, de haven van Tarquinia, waar votiefgeschenken met haar naam erop zijn gevonden. Eén inscriptie noemt haar Turan ati, "Moeder Turan", wat geïnterpreteerd wordt als een verband met Venus Genetrix, Venus de moeder van Aeneas en stammoeder van het Julio-Claudiaanse geslacht.

## Erfenis
Turan is een van de weinige Etruskische godinnen die in de Italiaanse folklore uit Romagna is overgebleven. Ze wordt "Turanna" genoemd en zou een fee zijn, een geest van liefde en geluk, die geliefden helpt.